# 細金細工
細金細工（さいきんざいく）とは、金や銀の細線を紐よりなどして細工すること。古代エジプト、ギリシャ、ローマで技法が登場し、インド、中央アジア、中国、朝鮮に伝わったと考えられている。日本では古墳から耳飾りが出土している。金や銀をよじって平らにした細線で文様をつくり、交互に鑞付けで溶着するなどして造形して細工物に仕立てる。あるいは、金や銀を、細い糸状や粒子としたものを地板に取り付けて装飾とした細工。「ほそがねざいく」あるいは「ほそきんざいく」ともいう。
細金細工は、平戸細工（平戸七宝）や、芝山細工に七宝を施したものなどにも見られる。